# Pablo Insua
Pablo Insua Blanco (Arzúa, La Coruña, Galicia, España, 9 de septiembre de 1993) es un futbolista español que juega de defensa en el Granada C. F. de España.

## Carrera
El 25 de marzo de 2014 firmó su renovación con el Deportivo de La Coruña por cuatro temporadas más, hasta el año 2018.
El 9 de junio de 2014 fue incluido en el 11 ideal de la Segunda División correspondiente a la temporada 2013-2014, al término de la cual se certificó la vuelta del Deportivo a Primera División.
El 27 de octubre de 2014 consiguió el galardón a "Mejor Defensa de la Liga Adelante 2013-2014" en la Gala de los Premios LFP 2014 superando en la votación a Yuri Berchiche (S. D. Eibar) y a Jean-Sylvain Babin (A. D. Alcorcón).
En agosto de 2015 se anunció su cesión al C. D. Leganés por una temporada, marcando el gol del ascenso ante el C. D. Mirandés en Anduva, el 4 de junio de 2016.
En julio de 2018 fue cedido a la S. D. Huesca. Tras jugar en el conjunto oscense dos años a préstamo, en agosto de 2020 el club ejerció la opción de compra y firmó hasta 2023.
El 2 de julio de 2022 rescindió su contrato con la S. D. Huesca. A los dos días firmó con el Real Sporting de Gijón por dos temporadas. Pasado ese tiempo quedó libre y se comprometió, también por dos años, con el Granada C. F.

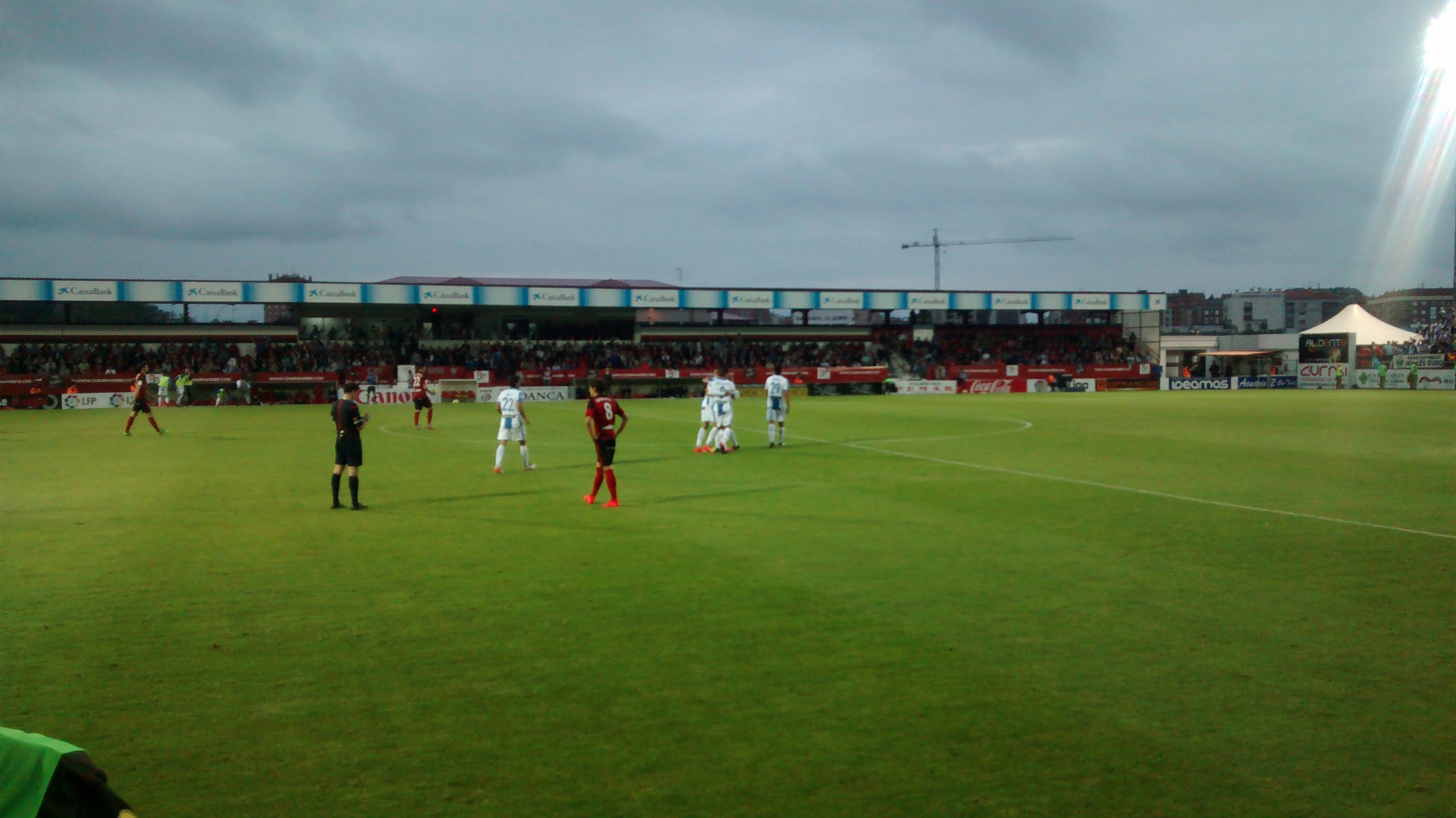
Pablo Insua celebrando con sus compañeros del C. D. Leganés el gol del ascenso en Miranda de Ebro

## Selección nacional
Fue campeón de Europa con la selección española sub-19 en 2012. Fue convocado el 6 de octubre de 2013 por Julen Lopetegui para jugar dos partidos con la selección española sub-21, contra Bosnia-Herzegovina y Hungría.

## Clubes
Actualizado al último partido jugado el 1 de junio de 2025.
| Club                                      | Div.          | Temporada     | Liga  | Liga  | Copas nacionales | Copas nacionales | Torneos internacionales(1) | Torneos internacionales(1) | Total | Total |
| Club                                      | Div.          | Temporada     | Part. | Goles | Part.            | Goles            | Part.                      | Goles                      | Part. | Goles |
| ----------------------------------------- | ------------- | ------------- | ----- | ----- | ---------------- | ---------------- | -------------------------- | -------------------------- | ----- | ----- |
| R. C. Deportivo de La Coruña "B" · España | 2.ª B         | 2010-11       | 28    | 0     | —                | —                | —                          | —                          | 28    | 0     |
| R. C. Deportivo de La Coruña "B" · España | 3.ª           | 2011-12       | 34    | 1     | —                | —                | —                          | —                          | 34    | 1     |
| R. C. Deportivo de La Coruña "B" · España | 3.ª           | 2012-13       | 36    | 2     | —                | —                | —                          | —                          | 36    | 2     |
| R. C. Deportivo de La Coruña "B" · España | Total club    | Total club    | 98    | 3     | —                | —                | —                          | —                          | 98    | 3     |
| R. C. Deportivo de La Coruña · España     | 1.ª           | 2012-13       | 3     | 0     | 1                | 0                | —                          | —                          | 4     | 0     |
| R. C. Deportivo de La Coruña · España     | 2.ª           | 2013-14       | 39    | 3     | 1                | 0                | —                          | —                          | 40    | 3     |
| R. C. Deportivo de La Coruña · España     | 1.ª           | 2014-15       | 17    | 0     | 1                | 0                | —                          | —                          | 18    | 0     |
| R. C. Deportivo de La Coruña · España     | Total club    | Total club    | 59    | 3     | 3                | 0                | —                          | —                          | 62    | 3     |
| C. D. Leganés · España                    | 2.ª           | 2015-16       | 35    | 1     | 3                | 0                | —                          | —                          | 38    | 1     |
| C. D. Leganés · España                    | 1.ª           | 2016-17       | 29    | 1     | 1                | 0                | —                          | —                          | 30    | 1     |
| C. D. Leganés · España                    | Total club    | Total club    | 64    | 2     | 4                | 0                | —                          | —                          | 68    | 2     |
| F. C. Schalke 04 · Alemania               | 1.ª           | 2017-18       | 1     | 0     | 0                | 0                | —                          | —                          | 1     | 0     |
| F. C. Schalke 04 · Alemania               | Total club    | Total club    | 1     | 0     | 0                | 0                | —                          | —                          | 1     | 0     |
| S. D. Huesca · España                     | 1.ª           | 2018-19       | 10    | 0     | 2                | 0                | —                          | —                          | 12    | 0     |
| S. D. Huesca · España                     | 2.ª           | 2019-20       | 7     | 0     | 2                | 0                | —                          | —                          | 9     | 0     |
| S. D. Huesca · España                     | 1.ª           | 2020-21       | 20    | 0     | 1                | 0                | —                          | —                          | 21    | 0     |
| S. D. Huesca · España                     | 2.ª           | 2021-22       | 20    | 0     | 2                | 0                | —                          | —                          | 22    | 0     |
| S. D. Huesca · España                     | Total club    | Total club    | 57    | 0     | 7                | 0                | —                          | —                          | 64    | 0     |
| Real Sporting de Gijón · España           | 2.ª           | 2022-23       | 36    | 2     | 4                | 0                | —                          | —                          | 40    | 2     |
| Real Sporting de Gijón · España           | 2.ª           | 2023-24       | 32    | 2     | 1                | 0                | —                          | —                          | 33    | 2     |
| Real Sporting de Gijón · España           | Total club    | Total club    | 68    | 4     | 5                | 0                | —                          | —                          | 73    | 4     |
| Granada C. F. · España                    | 2.ª           | 2024-25       | 14    | 1     | 1                | 0                | —                          | —                          | 15    | 1     |
| Granada C. F. · España                    | Total club    | Total club    | 14    | 1     | 1                | 0                | —                          | —                          | 15    | 1     |
| Total carrera                             | Total carrera | Total carrera | 361   | 13    | 20               | 0                | —                          | —                          | 381   | 13    |
| (1) Sin jugar competición internacional.  |               |               |       |       |                  |                  |                            |                            |       |       |

## Palmarés

### Campeonatos internacionales
| Título          | Club (*)           | País    | Año  |
| --------------- | ------------------ | ------- | ---- |
| Eurocopa sub-19 | Selección española | Estonia | 2012 |

(*) Incluyendo la selección.